# Principado de Aschafemburgo
O Principado de Aschafemburgo (em alemão:  Fürstentum Aschaffenburg) foi um principado do Sacro Império Romano e da Confederação do Reno de 1803 a 1810. Sua capital era Aschafemburgo.